# Florencio Sánchez
Florencio Sánchez (Montevideo, 17 gennaio 1875 – Milano, 7 novembre 1910) è stato un drammaturgo uruguaiano.
Nacque in Uruguay, dopo si trasferì in Argentina per la sua attività giornalistica e vi trascorse quasi interamente la sua breve e povera vita.
Col suo vigoroso istinto drammatico, con un vivo senso della sintesi d'azione e di parola, con una tecnica un po' rudimentale, ma sicura e piena di effetto, Sànchez impostò robuste vicende su problemi morali e sociali. 
Anche se non di rado l'impostazione a tesi contribuisce a serrarli in una rigidità piuttosto meccanica, molto spesso un'autentica emozione vivifica i contrasti drammatici delle sue teorie.
Sánchez è considerato il vero iniziatore del teatro moderno argentino e, in generale, di quello dell'America meridionale.
Fu membro della Massoneria.

## Opere principali
- La gringa - La straniera, del 1904.
- En familia - In famiglia, del 1905.
- Barranca abajo - Giù per la china, del 1905.